# Лахушді
Лахушді (груз. ლახუშდი) — село в Грузії.
За даними перепису населення 2014 року в селі проживає 84 особи.